# Petaloconchus erectus
Petaloconchus erectus är en snäckart som först beskrevs av Dall 1888.  Petaloconchus erectus ingår i släktet Petaloconchus och familjen Vermetidae.

## Underarter
Arten delas in i följande underarter:
- P. e. erectus
- P. e. mcgintyi